# Nicaise Auguste Desvaux
Nicaise Auguste Desvaux (ur. 28 sierpnia 1784 w Poitiers, zm. 12 lipca 1856 w Bellevue) – francuski botanik i mykolog.
Był dyrektorem  ogrodu botanicznego w Angers. Niektóre z jego publikacji naukowych:
1. Journal de Botanique, appliquée à l'Agriculture, à la Pharmacie, à la Médecine et aux Arts, 1813-1815, 4 vol.
2. Observations sur les plantes des environs d'Angers (1818)
3. Flore de l'Anjou ou exposition méthodique des plantes du département de Maine et Loire et de l’ancien Anjou, 1827
4. Traité général de botanique, Paris, 1838

Opisał wiele nowych taksonów, m.in.: Neslia, Rostkovia i Didymoglossum. W naukowych nazwach opisanych przez niego taksonów dodawany jest skrót jego nazwiska Desv.